# 13일의 금요일 (2009년 영화)
13일의 금요일(Friday the 13th)은 2009년 공개된 미국의 슬래셔 영화이다.

## 줄거리
초대 받은 이들은... 다 죽을 것이다.
달빛이 아름답게 빛나는 크리스탈 호수 캠프장에는 한가지 전설이 있다. 20여 년 전 캠프 요원의 부주의로 한 아이가 익사한 후 그의 엄마가 아들의 복수를 위해 살인을 저지른다는 것. 그러나 유일한 생존자가 그녀의 목을 베었고 이것을 지켜보는 한 아이가 있었다. 익사한 줄 알았던 아이 제이슨… 그날 이후 크리스탈 캠프장은 폐쇄되고 인적조차 드문 폐허가 되었다. 그러나 밤만 되면 호수를 배회하는 그림자가 목격되고 있다는 것이다.
그리고 20년이 지난 어느 날, 크리스탈 호수로 친구들과 신나게 주말을 즐기러 온 트렌트와 친구들. 근사한 차를 타고 별장에 도착한 들뜬 일행에게 뜻하지 않는 손님이 찾아온다. 6주전 실종된 여동생을 찾는 클레이를 만난 것. 주말 파티를 즐기려는 일행에게 왠지 낯선 방문자가 꺼림직하기만 하다. 그러나 클레이의 동생 역시 크리스탈 호수에서 캠핑 중 실종되었으며 전설로만 여기던 제이슨이 점점 가깝게 다가오는 것을 알게 되는데…

## 출연진

### 주연
- 재러드 파달레키
- 대니엘 패너베이커
- 어맨다 리게티

### 조연
- 트래비스 밴윙클
- 에런 유
- 데릭 미어스
- 조너선 사도스키
- 줄리애나 길
- 벤 펠드먼
- 알렌 에스카페타
- 라이언 핸슨
- 윌라 포드
- 닉 머넬
- 아메리카 올리보
- 카일 데이비스

## 제작진
- 공동제작: 앨마 커트러프
- 미술: 제러미 콘웨이
- 의상: 메리앤 체오
- 편집보: 피터 그보즈더스
- 배역: 리사 필즈